# Bârlești, Iași
Bârlești este un sat în comuna Erbiceni din județul Iași, Moldova, România.